# Dominicas de Amityville
La Congregación de Santo Domingo de Amityville (en inglés: Congregation of Saint Dominic of Amityville), conocida anteriormente como Hermanas Dominicas de la Congregación Americana de la Santa Cruz, es una congregación religiosa católica femenina, de vida apostólica y de derecho diocesano, fundada en 1853 por cuatro religiosas del monasterio de la Santa Cruz de Ratisbona (Alemania), en el condado de Brooklyn (Nueva York). A las religiosas de este instituto se les conoce como Hermanas de Santo Domingo de Amityville o simplemente como dominicas de Amityville. Sus miembros posponen a sus nombres las siglas O.P.

## Historia
La congregación tiene su origen en el monasterio de monjas dominicas de la Santa Cruz de Ratisbona, en Alemania. Cuatro religiosas de dicho monasterio, llegaron en 1853 a Estados Unidos, para dedicarse a la educación de los hijos de inmigrantes alemanes. El sacerdote Stephen Raffeiner, de los redentoristas de Manhattan, les ofreció el sótano de la rectoría de Most Holy Trinity Parish en Brooklyn (Nueva York). Inicialmente estaba sujeta a la casa madre de Ratisbona, pero a partir de 1857, su administración era autónoma, dando origen a la Congregación Americana de la Santa Cruz.
El instituto recibió la aprobación como congregación religiosa de derecho diocesano el 28 de enero de 1907, de parte del obispo John Loughlin, de la diócesis de Brooklyn. Fue agregada a la Orden de Predicadores ese mismo año. En 1947 se trasladó la casa madre de Brooklyn a Amityville. De esta congregación se originaron las congregaciones de Racine (1862), Newburg (1869), Misión San José (1888) y Great Bend (1902).

## Organización
La Congregación de Santo Domingo de Amityville es un instituto religioso de derecho diocesano y centralizado, cuyo gobierno es ejercido por una priora general, es miembro de la Familia dominica y de la Conferencia de Hermanas Dominicas y su sede se encuentra en Amityville (Nueva York).
Las dominicas de Amityville se dedican a la predicación, a la educación y formación cristiana de la infancia y de a juventud, al cuidado del medio ambiente y a la defensa de los necesitados. Están presentes en Estados Unidos y Puerto Rico.